# San Pedro del Rosal
San Pedro del Rosal är en ort i Mexiko, tillhörande kommunen Atlacomulco i den nordvästra delen av delstaten Mexiko, i den centrala delen av landet. Orten ligger i den sydöstra delen av kommunen, nära vulkanen Xocotépetl. San Pedro del Rosal hade 4 277 invånare vid folkräkningen 2010 och är kommunens femte största samhälle.